# Kościół ewangelicki w Połajewie
Kościół ewangelicki w Połajewie – zabytkowy kościół we wsi Połajewo, w powiecie czarnkowsko-trzcianeckim, w województwie wielkopolskim.
Kościół wzniesiono w 1859 z czerwonej cegły, w stylu neogotyckim. Został zbudowany dla potrzeb parafii ewangelicko-augsburskiej, powstałej w 1851 roku. 
W okresie II Rzeczypospolitej kościół był we władaniu parafii należącej do superintendentury Oborniki-Chodzież Ewangelickiego Kościoła Unijnego.
Świątynia służyła wiernym do 1945, kiedy to ludność niemiecka została przesiedlona do Niemiec, a obiekt przejęła Gminna Spółdzielnia „Samopomoc Chłopska”. Budynek służył kolejno jako magazyn zboża, magazyn nawozów sztucznych oraz punkt wymiany butli gazowych. W latach dziewięćdziesiątych stał się własnością gminy Połajewo, która wystawiła go na sprzedaż. W 2013 kupiony przez osobę prywatną, która zamierza w nim organizować imprezy kulturalne.